# Municipalité de Suchil
Súchil est une des 39 municipalités qui divise l'État mexicain de Durango, localisé au sud-est de l'État et limitrophe avec l'État de Zacatecas. Le chef-lieu de la municipalité est le village de Súchil.

## Géographie
Súchil se trouve placé dans la région du sud-est de l'État de Durango. Ses limites sont au nord avec la municipalité de Vicente Guerrero et la municipalité de Nombre de Dios, à l'ouest et au sud avec la municipalité de Mezquital et à l'est et sud-est avec les municipalités de l'État de Zacatecas de Sombrerete, Chalchihuites et Jiménez del Teul et la Michilia.
L'extension territoriale de Súchil est de 822,9 km2.

### Orographie et hydrographie
Súchil est une municipalité montagneuse, la principale chaîne montagneuse est la Sierra Michis, une extension de la Sierra Madre Occidentale qui parcourt la municipalité en dans le sens nord-sud en signalant la limite avec l'état de Zacatecas. Les principales élévations de la municipalité sont le Cerro del Jacal, le Cerro de la Gallina et la Cerro del Papantón.
La principale rivière est le Graceros qui naît dans la Sierra Michis et se dirige vers le nord. La rivière Súchil provient de Zacatecas et a un alluant[Quoi ?] l'Arroyo Chalchihuites. L'extrême sud du territoire municipal appartient au bassin de la rivière Huaynamota et à la Région hydrologique Lerma-Santiago, alors que tout le reste du territoire fait partie du bassin hydrologique de la rivière San Pedro et de la Région hydrologique Presidio-San Pedro.

### Climat et écosystèmes
La zone nord de Súchil a un climat semi-désertique tempéré, alors que dans le reste de la municipalité le climat enregistré est classé comme Tempéré subhúmedo avec des pluies en été. De la même façon, la température moyenne annuelle enregistrée dans la zone nord va de 16 à 18 °C et dans le territoire restant il est de 12 à 16 °C. Enfin, les précipitations moyenne de la zone nord est de 500 à 600 mm et pour le reste de 600 à 700 mm,,.
Pratiquement toute la municipalité se trouve couvert par des bois, à l'exception de son extrême nord-est qui consacré à l'agriculture. Les principales espèces qui se trouve dans les bois sont le pin et le chêne. Pour protéger et préserver cette importante zone forestière, l'extrême sud de la municipalité fait partie de la Réserve de la biosphère de la Michilía, que s'étend vers la municipalité voisine de Mezquital.
Les principales espèces animales sont le coyote, le lapin, l'écureuil, la moufette, le canard sauvage, quelques espèces d'oiseaux de moindres numéro[Quoi ?] et dans la Réserve de la biosphère le loup, le venado et le sanglier.

## Démographie
Súchil est une municipalité de faible population. Selon les résultats du dénombrement de 2005 réalisé par l'Institut National de Statistique et Géographie, la population de la municipalité est à 6 928 habitants, avec 3 314 hommes et 3 614 femmes.

### Localités
La municipalité compte 36 localités. Les principales localités et sa population correspondante au dénombrement de 2010 :
| Localité                  | Population |
| ------------------------- | ---------- |
| Totale municipalité       | 6 928      |
| Súchil                    | 4 018      |
| San Miguel de la Michilía | 705        |
| San Juan de Michis        | 404        |
| Mesa de San Antonio       | 377        |

## Politique
La municipalité de Súchil a été créée en 1901. Elle était précédemment intégrée à la commune de Nombre de Dios. Son chef-lieu municipal original était le même qu'aujourd'hui, le village de Súchil, pourtant en 1923 le Congrès de Durango a voté le transfert du chef-lieu à la localité de Vicente Guerrero, car elle possédait une gare ferroviaire et était desservie par la route fédérale 45, ce qui la convertissait en la localité la plus importante et peuplée de la municipalité. En 1952, la municipalité de Vicente Guerrero est créée, dont le territoire a été séparé de Súchil, ainsi le chef-lieu municipal est revenu au village de Súchil.
Comme dans toutes les municipalités du Mexique, le gouvernement est situé à la Mairie, intégré par le président municipal, le syndicat municipal et un conseil municipal formé par sept régisseurs, tous sont élus pour une période de trois ans qui commence le 1ᵉʳ septembre de l'année de son élection.

### Sous-division administrative
La municipalité se divise en sept préfectures de caserne placées dans les localités d'Alejandro, San Miguel de la Michilía, La Soledad, Emiliano Zapata, San Juan de Michis, Luis Echeverría et Sainte Cruz.

### Représentation législative
Pour l'élection des députés locaux au Congrès de Durango et députés fédéraux à la chambre des députés du Mexique, la municipalité de Suchil se trouve intégré dans les  arrondissements électoraux suivants :
Local :
- XVII Arrondissement Électoral Local de Durango avec le chef-lieu à Vicente Guerrero[9].

Fédéral :
- I Arrondissement Électoral Fédéral de Durango avec le chef-lieu dans la ville de Victoria de Durango[10].

### Présidents municipaux
- (1983 - 1986) : Dagoberto Acosta Castañeda
- (1986 - 1989) : Raymundo Flores Castañeda
- (1989 - 1992) : Raymundo Garcia
- (1992 - 1995) : Hortensia Corres Petrarca
- (1995 - 1998) : Jaime Sarmiento Michaca
- (1998 - 2001) : Jorge Páez Galván
- (2001 - 2004) : Pedro Gavino Galván Corral
- (2004 - 2007) : Mario Orona Pérez
- (2007 - 2010) : Francisco Mora Hernandez
- (2010 - 2013) : Guillermo  Hernandes  Davalos
- (2013 - 2016) : Cintya  Guadalupe  Mier

### Sources
- Institut National pour le Fédéralisme et le Développement Municipal, Secrétariat de Gobernación (2005). Secretaría de Gobernación (México), « Enciclopedia de los Municipios de México » [archive du 29 mars 2007], 2005 (consulté le 2008)

1. ↑  Instituto Nacional de Estadística y Geografía, « Durango. Mapa de Elevaciones Principales » [archive du 29 novembre 2015] (consulté le 2008)
2. ↑  Instituto Nacional de Estadística y Geografía, « Durango. Mapa de Regiones Hidrológicas » [archive du 14 juillet 2007] (consulté le 2008)
3. ↑  Instituto Nacional de Estadística y Geografía, « Durango. Mapa de Climas » [archive du 14 juillet 2007] (consulté le 2008)
4. ↑  Instituto Nacional de Estadística y Geografía, « Durango. Mapa de Temperatura Media Anual » [archive du 14 juillet 2007] (consulté le 2008)
5. ↑  Instituto Nacional de Estadística y Geografía, « Durango. Mapa de Precipitación Media Anual » [archive du 14 juillet 2007] (consulté le 2008)
6. ↑  Instituto Nacional de Estadística y Geografía, « Durango. Mapa de Agricultura y Vegetación » [archive du 14 juillet 2007] (consulté le 2008)
7. ↑  Instituto Nacional de Estadística y Geografía, « Durango. Población total por municipio según grandes grupos de edad, 2005 » (consulté le 2008)
8. ↑  Instituto Nacional para el Federalismo y el Desarrollo Municipal, « Periodos de gobierno municipal » [archive du 17 octobre 2014] (consulté le 2008)
9. ↑  Instituto Estatal Electoral Durango, « Distritos 2007-2010 » [archive du 16 novembre 2007] (consulté le 11 mai 2008)
10. ↑  Instituto Federal Electoral, « Condensado de Durango » [archive du 13 mars 2008] (consulté le 11 avril 2008)

 Durango